# مزدا سی‌ایکس-۳۰
مزدا سی‌ایکس-۳۰ (انگلیسی: Mazda CX-30) یک کراس اوور کامپکت کوچک است که توسط مزدا تولید شده‌است. این خودرو اولین بار در نمایشگاه خودرو ژنو ۲۰۱۹، براساس نسل چهارم مزدا ۳ به‌عنوان شکافی از سی‌ایکس-۳ و سی‌ایکس-۵ معرفی شد. سی‌ایکس-۳۰ دارای سیستم چهار چرخ محرک در بالاترین سطح اصلاح و ساختاری سبک برای بهبود عملکرد و صرفه اقتصادی است. فروش خودرو از ۲۴ اکتبر ۲۰۱۹ در ژاپن آغاز شد و در واحدهای جهانی تولید در سلامانکا، گوآناخوآتو، مکزیک و در واحدهای تولید آسیایی در تایلند تولید می‌شود.

## نگارخانه

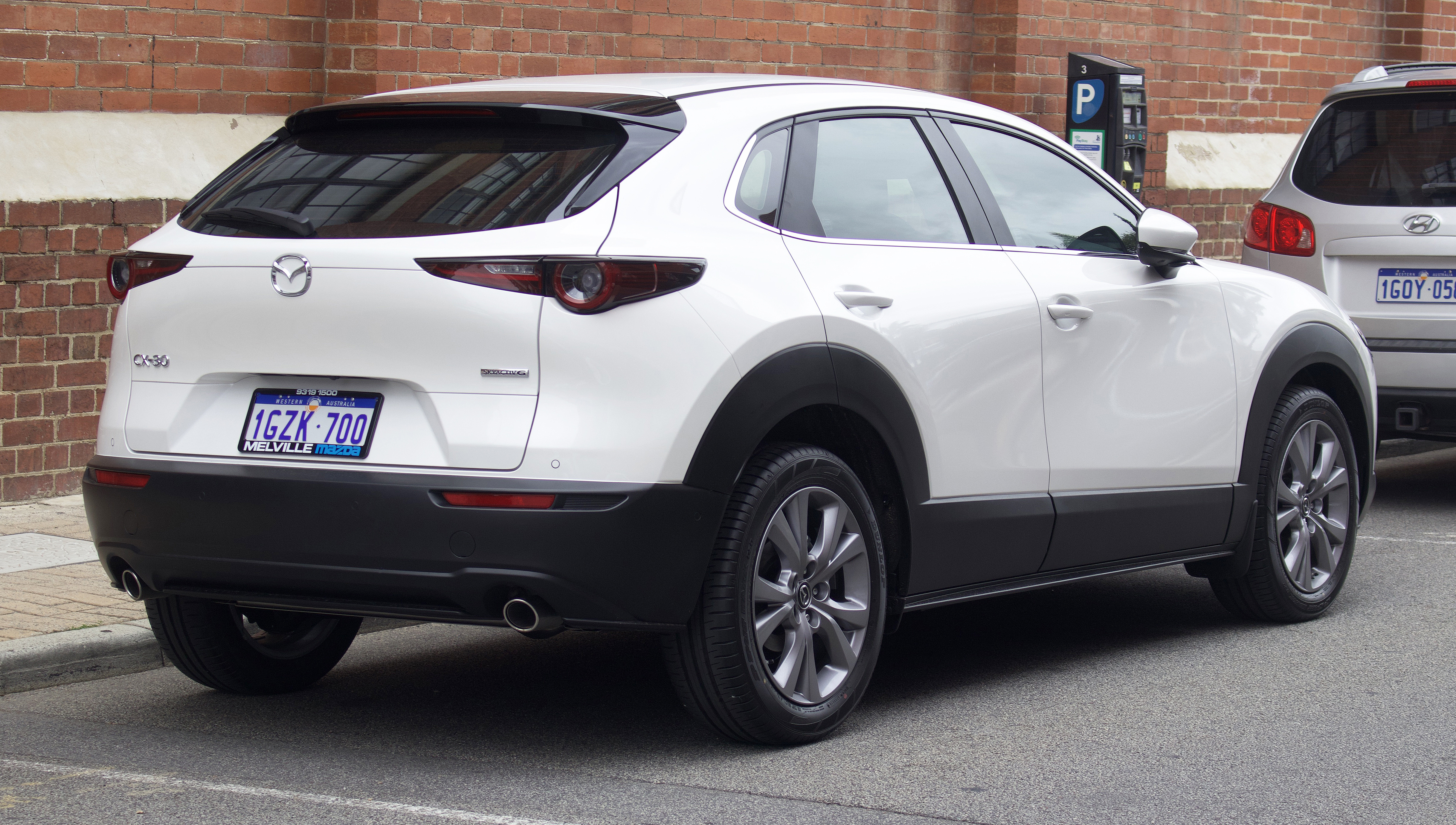
نمای پشتی
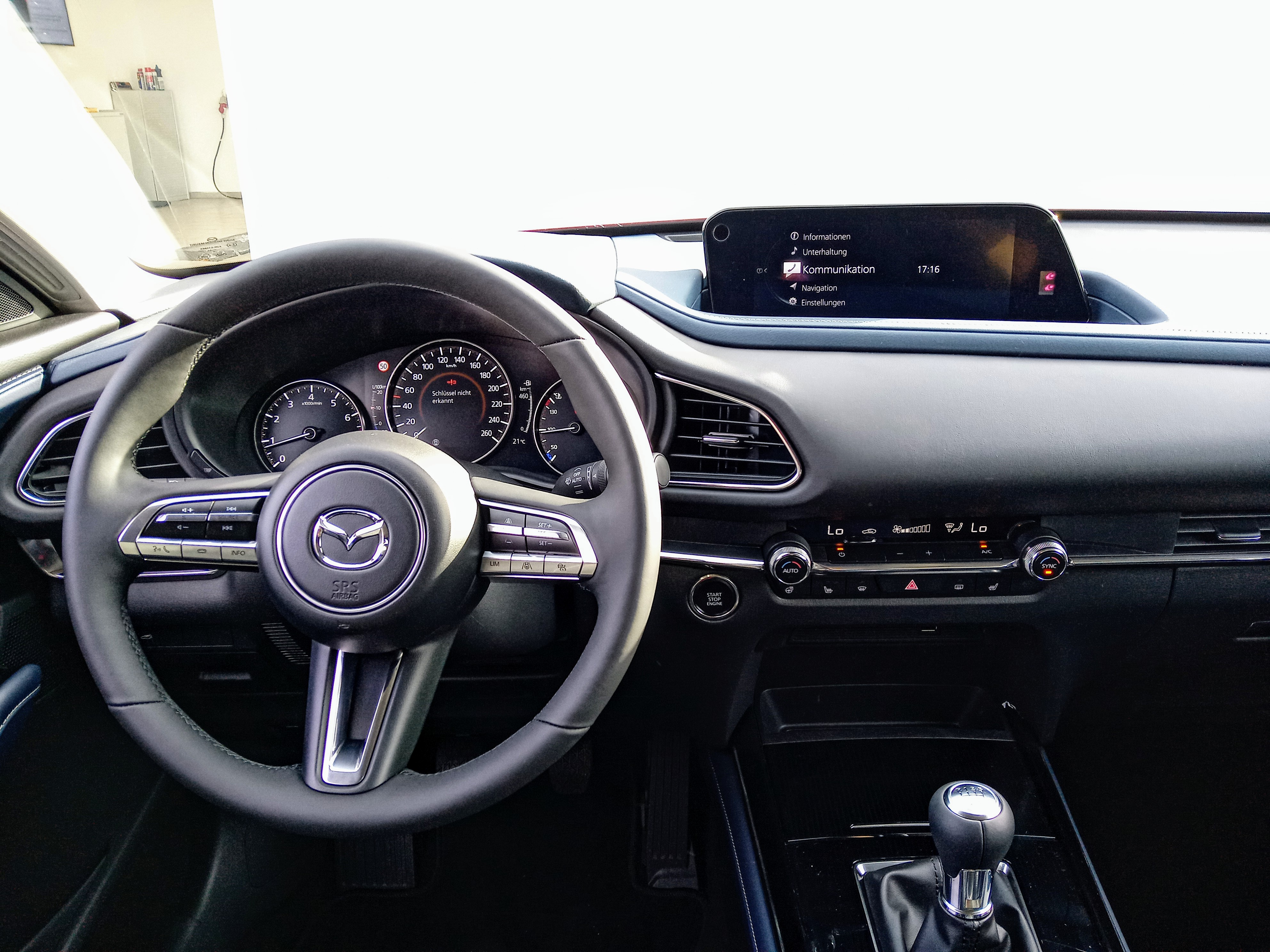
نمای داخلی